# Saurophaganax

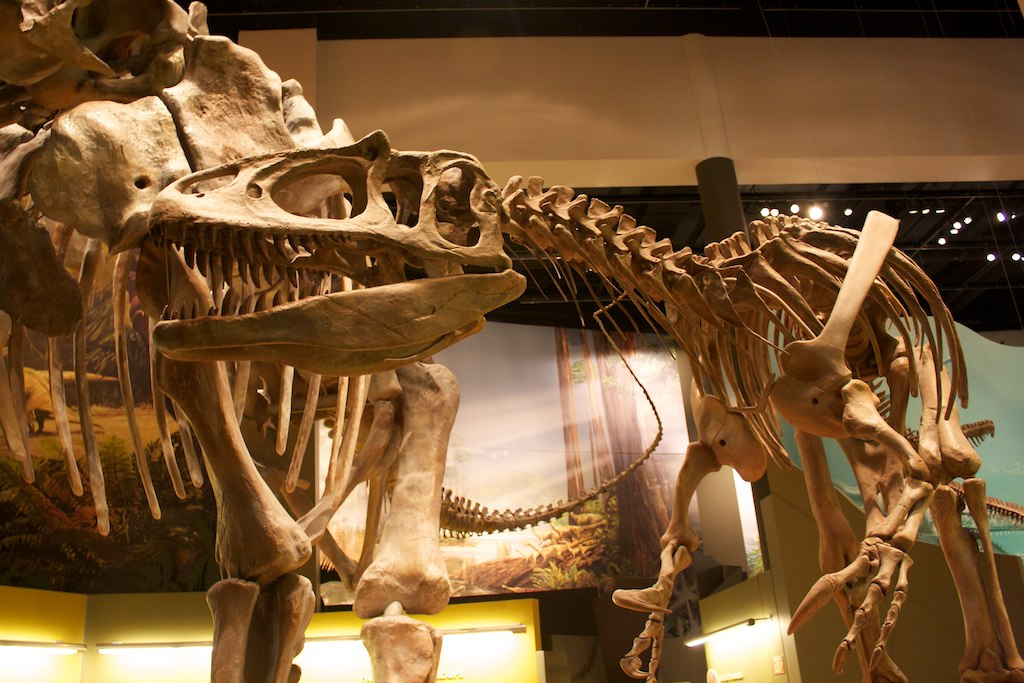
Skelettrekonstruktion von Saurophaganax

Saurophaganax („König der Echsenfresser“) ist eine aktuell als Nomen dubium angesehene Gattung der Saurischia. Funde, die einige Jahrzehnte lang als zu Saurophaganax zugehörig angesehen wurden, stammen aus der Morrison-Formation aus der Zeit des Oberjura. Auf ihrer Basis wurde zunächst angenommen, dass es sich um einen sehr großen Theropoden handelte, der neben Allosaurus und Torvosaurus der Spitzenprädator dieser Region war. Eine Studie aus dem Jahr 2024 wies diese Annahmen jedoch zurück und sieht die bis dahin Saurophaganax zugeordneten Fossilien als Überreste einer Allosaurus-Art sowie eines Sauropoden an. Dies macht Saurophaganax nach aktuellem Stand zu einer paläontologischen Chimäre.

## Taxonomie
Die Klassifizierung von Saurophaganax war bereits vor seiner eigentlichen Erstbeschreibung im Jahre 1995 durch den amerikanischen Paläontologen Dan Chure Gegenstand kontroverser Debatten. Die ursprünglich Saurophaganax zugeordneten Fossilien wurden 1938 vom US-amerikanischen Paläontologen J. Willis Stovall entdeckt. Stovall erkannte direkt, dass die Knochen zwar denen von Allosaurus ähnelten, aber insgesamt deutlich größer waren, was ihn dazu bewegte, die Funde als neues Taxon anzusehen und es Saurophagus maximus („größter Echsenfresser“) zu nennen. Noch während der Grabungsarbeiten erhielten Stowall und sein Team Besuch von einer Journalistin, die 1941 einen Artikel in einer nicht-wissenschaftlichen Zeitschrift veröffentlichte und dort ebenfalls den Namen Saurophagus maximus verwendete – noch bevor Stovall eine offizielle Erstbeschreibung veröffentlicht hatte. In der Folge herrschte Verwirrung innerhalb der Fachwelt, ob Saurophagus maximus nun ein gültiges Taxon sei oder nicht. Dabei verwiesen einige Forschende korrekterweise darauf, dass der Name Saurophagus bereits an eine Vogelgattung vergeben worden war. Stovalls Funde blieben daher zunächst ohne wirklichen Namen, bis sie Dan Chure 1995 nochmals eingehender untersuchte. Die Gattung Saurophagus gilt heute als Nomen dubium.

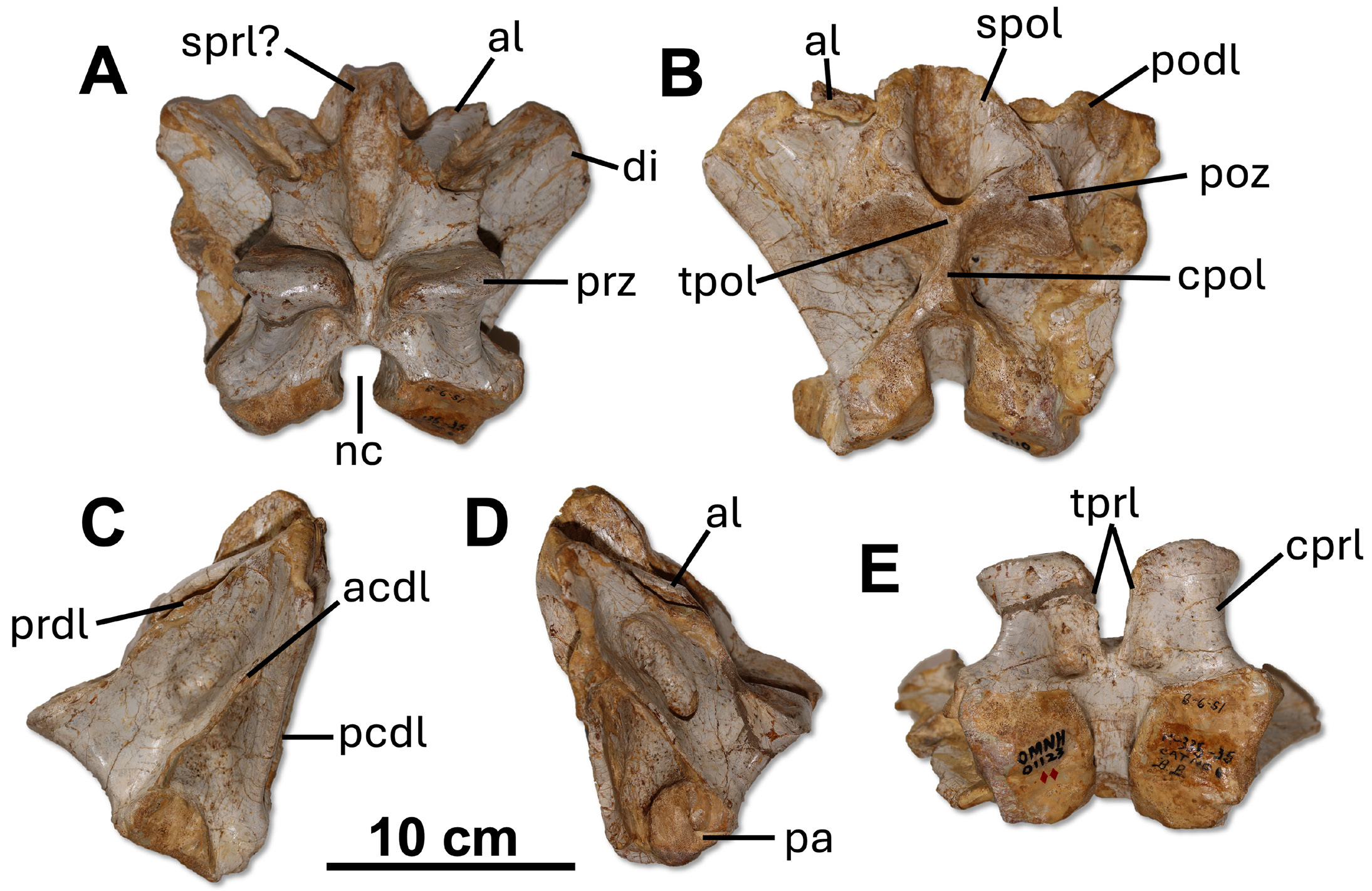
Der von Dan Chure als Holotyp genutzte Wirbelbogen aus verschiedenen Perspektiven

Auch Chure fiel auf, dass die von ihm untersuchten Knochen, die vermutlich von insgesamt vier Individuen stammten, denen von Allosaurus stark ähnelten. Eine Ausnahme bildeten allerdings die Wirbel der Tiere. Vor allem die besondere Form der Wirbelbögen bewogen Chure dazu, anzunehmen, dass es sich um eine eigenständige Gattung handelte. Diese nannte er in Anlehnung an Stovall Saurophaganax, das Epitheton maximus als Artname behielt er bei.
Die Ansichten Chures wurden allerdings nicht überall geteilt. David K. Smith hielt Saurophaganax etwa für eine Allosaurus-Unterart, für die er die Bezeichnung Allosaurus maximus vorschlug. Da jedoch zu wenig Fossilmaterial vorhanden war, um diese Frage eindeutig zu klären, wurde die Klassifizierung von Chure vorerst beibehalten. Sowohl Allosaurus als auch Saurophaganax galten als Vertreter der Familie der Allosauridae, der Schwesterfamilie der Sinraptoridae und der Carcharodontosauridae.
Im Jahr 2024 sorgte dann eine neue Studie für Aufsehen: In ihr nahmen Andy D. Danison et al. eine vollkommen neue Unterteilung der von J. Willis Stovall gefundenen Knochen vor. Das Team gelangte zu der Ansicht, dass die Wirbel, auf die sich Chure bei seiner Erstbeschreibung noch gestützt hatte, nicht zu einem Theropoden, sondern zu einem Sauropoden, genauer einem Vertreter der Diplodocidae, gehört hatten. Die histologische Untersuchung eines Mittelfußknochens, der zuvor Saurophaganax zugeordnet worden war, zeigte allerdings, dass dieser einem ausgewachsenen Theropoden gehört haben musste. Laut Danison et al. ähnelt das von ihnen untersuchte Knochenmaterial, das zweifelsfrei Theropoden zugeordnet werden kann, zwar bekannten Allosaurus-Fossilien, besitzt aber dennoch einige Autapomorphien. Dies nahmen die Forschenden zum Anlass, eine neue Allosaurus-Art zu beschreiben: Allosaurus anax. Im Griechischen bedeutet anax König. Das Epitheton ist daher als Honorierung der Arbeiten von Chure gemeint.

## In der Populärkultur
In der Zeit, in der Saurophaganax als gültiges Taxon galt, trat er in mehreren Folgen der Anime-Fernsehserie Dinosaur King auf. Darüber hinaus erklärte der Bundesstaat Oklahoma im Jahr 2000 Saurophaganax zum offiziellen „Staatsfossil“. Diese Entscheidung ist bislang noch nicht revidiert worden.